# Bella ragazza/Occhi d'or
Bella ragazza/Occhi d'or è il sesto singolo del cantautore italiano Franco Battiato, pubblicato in Italia nel 1969 dalla R.T.Club.

## Descrizione
Bella ragazza partecipò a Un disco per l'estate, venendo però esclusa nella fase eliminatoria. All'estero furono realizzate tre cover della canzone, in inglese, francese e olandese: Everything That I Am e L'amour ça rend heureux interpretate nel 1969 da Ginette Reno, e Hij Is Alles Voor Mij, cantata da Anneke Grönloh nel 1972 su adattamento di M. Hijermans.
Sia Bella ragazza sia Occhi d'or furono pubblicate in delle versioni più lunghe nella raccolta Franco Battiato del 1982.

## Tracce
Musiche di Giorgio Logiri.
1. Bella ragazza – 2:55 (testo: Franco Battiato)
2. Occhi d'or – 4:58 (testo: Paolo Farnetti)

Durata totale: 7:53